# Jezioro Gatne
Jezioro Gatne (także Jezioro Gacne) – jezioro rynnowe znajdujące się na terenie gminy Filipów, powiat suwalski, województwo podlaskie. Powierzchnia tego jeziora wynosi 7,72 ha. 
Przepływa przez nie struga Zuśnianka (lewy dopływ rzeki Rospudy).
Południowy brzeg jeziora jest granicą między gminą Filipów, a gminą Bakałarzewo.